# Finding Dory
Finding Dory (in Nederland en Vlaanderen ook wel Op zoek naar Dory) is een Amerikaanse computeranimatiefilm uit 2016, geregisseerd door Andrew Stanton. De film is geproduceerd door Pixar Animation Studios en gedistribueerd door Walt Disney Pictures. De film is de 17e avondvullende Disney-Pixar film en het vervolg op Finding Nemo uit 2003.

## Verhaal
Het verhaal speelt zich een jaar na de gebeurtenissen van Finding Nemo af. De vergeetachtige blauwe vis Dory herinnert zich dat zij nog ouders heeft die misschien wel haar aan het zoeken zijn. Marlin en Nemo gaan Dory helpen met de zoektocht naar haar ouders. De avontuurlijke reis begint in de oceaan, maar ze belanden in een aquarium van het Zeeleven Instituut van Californië. In het instituut dat fungeert als revalidatiecentrum voor zeedieren, ontmoet het drietal een aantal zeedieren waaronder Hank de koppige octopus, Destiny de walvishaai en Bailey de witte dolfijn.

## Stemverdeling
| Personage                           | Engelse stem       | Nederlandse stem     | Vlaamse stem         |
| ----------------------------------- | ------------------ | -------------------- | -------------------- |
| Dory                                | Ellen DeGeneres    | Annick Boer          | Sien Eggers          |
| Marlin                              | Albert Brooks      | Has Drijver          | Stany Crets          |
| Hank                                | Ed O'Neill         | Loek Peters          | Geert Van Rampelberg |
| Destiny / Lot                       | Kaitlin Olson      | Nicolette van Dam    | Karen Damen          |
| Nemo                                | Hayden Rolence     | Thijs Overpelt       | Fonne De Mulder      |
| Bailey                              | Ty Burrell         | Jeroen Spitzenberger | Bent Van Looy        |
| Jenny                               | Diane Keaton       | Hymke de Vries       | Christel Domen       |
| Charlie                             | Eugene Levy        | Huub Dikstaal        | Johan Terryn         |
| Young Dory / Kleine Dory            | Sloane Murray      | Gioia Parijs         | Sophia Couvreur      |
| Fluke                               | Idris Elba         | Marcel Jonker        | Stijn Cole           |
| Rudder                              | Dominic West       | Richard Groenendijk  | Nico Sturm           |
| Mr. Ray / Meneer Ray                | Bob Peterson       | Bartho Braat         | Frank Hoelen         |
| Wife Fish Inez / Mevrouw Vis Inez   | Kate McKinnon      | Peggy Vrijens        | Linde Merckpoel      |
| Husband Fish Stan / Meneer Vis Stan | Bill Hader         | Hylke van Sprundel   | Gilles De Coster     |
| Sigourney Weaver / Loretta Visser   | Sigourney Weaver   | Donna Vrijhof        | An Lemmens           |
| Passenger Carl / Bijrijder Carl     | Alexander Gould    | Rutger Vink          | James de Graef       |
| Gerald                              | Torbin Xan Bullock | Torbin Xan Bullock   | Torbin Xan Bullock   |
| Crush                               | Andrew Stanton     | Han Oldigs           | Chris Dusauchoit     |
| Chickenfish / Klasgenootje          | Katherine Ringgold | Elaine Hakkaart      | Mieke Laureys        |
| Teen Dory / Tiener Dory             | Lucia Geddes       | Elaine Hakkaart      | Emma Bale            |
| Squirt / Puk                        | Bennett Dammann    | Julius de Vriend     | Boaz Scohy           |
| Husband Crab Bill / Krabbenman Bill | John Ratzenberger  | Sander van der Poel  | Bob Selderslaghs     |
| Sunfish / Maanvis                   | Angus MacLane      | Marcel Jonker        | Govert Deploige      |
| Gill                                | Willem Dafoe       | Kees van Lier        | Rick de Leeuw        |
| Bloat / Dick                        | Brad Garrett       | Frits Lambrechts     | Govert Deploige      |
| Peach / Sterre                      | Allison Janney     | Marjolijn Touw       | Friedl' Lesage       |
| Gurgle / Gorgel                     | Austin Pendleton   | Job Bovelander       | Jean Blaute          |
| Bubbles / Bubbels                   | Stephen Root       | Florus van Rooijen   | Frank Mercelis       |
| Deb(&Flo) / Ge(&Tij)                | Vicki Lewis        | Marjolein Algera     | Andrea Croonenberghs |
| Jacques                             | Jerome Ranft       | Carlo Boszhard       | Jean-Paul Dermont    |

## Achtergrond
In juli 2012 werd door Andrew Stanton officieel bevestigd dat er een vervolg komt op Finding Nemo, met Victoria Strouse die het script zal schrijven. In september 2012 werd door Stanton bevestigd dat Ellen DeGeneres zal terugkeren met de rol van Dory. In februari 2013 werd door de pers bevestigd dat Albert Brooks met de rol van Marlin ook zal terugkeren in het vervolg. In april 2013 kondigde Disney het vervolg aan, met de titel Finding Dory.
De film ging in première op 8 juni 2016 in het El Capitan Theatre in Hollywood. De officiële soundtrack met de originele filmmuziek van Thomas Newman werd op 17 juni 2016 uitgebracht door Walt Disney Records. In de film werd het nummer Unforgettable van Nat King Cole gezongen door Sia. Het verscheen ook op de officiële soundtrack.
De film bracht tijdens het openingsweekend in Noord-Amerika ruim 135 miljoen Amerikaanse dollar op, daarmee behaalde de film een nieuw record voor een animatiefilm.